# There's No Sympathy for the Dead
There's No Sympathy for the Dead é o EP de estreia da banda americana de rock Escape the Fate, lançado em 2006. É o primeiro lançamento da banda após assinar com a Epitaph Records.

## Faixas
| N.º            | Título                                                   | Duração |  |
| 1.             | "Dragging Dead Bodies in Blue Bags Up Really Long Hills" | 3:28    |  |
| 2.             | "There's No Sympathy for the Dead"                       | 5:26    |  |
| 3.             | "The Ransom"                                             | 3:50    |  |
| 4.             | "As You're Falling Down"                                 | 3:24    |  |
| 5.             | "The Guillotine"                                         | 3:24    |  |
| Duração total: | Duração total:                                           | 18:52   |  |

## Créditos
- Ronnie Radke - vocal
- Omar Espinosa - guitarra base, vocal de apoio
- Carson Allen - teclados, sintetizador, vocal de apoio
- Max Green - baixo, vocal de apoio
- Bryan "Monte" Money - guitarra principal, vocal de apoio
- Robert Ortiz - bateria

Músicos Adicionais
- Karen Schielke - programação, sintetizadores
- Jeff Moll - programação
- Dave Holdredge - cello

Produção
- Michael "Elvis" Baskette - produção, mixagem
- Josh Whelan - produção
- Lynn Lauer - engenharia, mixagem
- Karen Schielke - engenharia
- Carson Allen - compositor de "As You're Falling Down" e "There's No Sympathy for the Dead"